# هبة محمد
هبة صلاح الدين محمد (ولدت في الثامن عشر من يناير 1968). وهي عالمة أحياء جزيئية سودانية وهي تعمل في جامعة الخرطوم . وقد نالت جائزة الكلية الملكية بفايزر للعام 2007.

## التعليم
درست هبة علم الحيوان في جامعة الخرطوم ونالت منها درجة البكلاريوس في 1993 والماجستير 1998  .ثم إنتقلت الي جامعة كامبريدج - معهد البحوث الطبية لنيل درجة الدكتوراة في 2002 . كان بحثها للدكتوراه، «دور علم الوراثة المضيف في قابلية الإصابة بالكلازار في السودان» ، تحت إشراف جنيفر بلاكويل. وقد واصلت في نفس المعهد دراسات مافوق الدكتوراة 

## البحوث
نالت هبة محمد جائزة ويلكم ترست لبحوث التنمية صندوق ويلكم  وقد عادت للعمل كبروفيسور في جامعة الخرطوم قسم الأحياء الجزيئية t يرتكز عملها البحثي علي فهم الوراثة لداء الليشمانيا الحشوي وقد نالت جائزة الكلية الملكية بفايزر للعام 2007. لبحوثها في هذا المرض الذي ينتقل يالذبابة الرملية  ولا يوجد له علاج أو لقاح وحوالي 350 مليون شخص معرضون للإصابة بهذا المرض  هبة محمد كانت جزء احتفالات الاسبوع الأفريقي للجمعية الملكية في 2008               .   أختيرت  ب. هبة كمنتسبة في الأكاديمية العالمية للشباب في 2010.